# Movimiento por la defensa de los prisioneros políticos de Quebec
El Movimiento por la defensa de los prisioneros políticos de Quebec (del francés: Mouvement pour la défense des prisonniers politiques du Québec) es un organismo quebequés nacido en la década de 1970 para defender a los militantes del Frente de Liberación de Quebec. Fue presidido por Jean-Marie Cossette.
Las encuestas de las comisiones Keable y MacDonald revelaron que la Policía Montada del Canadá tuvo una atención especial sobre este movimiento con operaciones de escucha electrónica ilegales contra el movimiento y sus dirigentes.
- Datos: Q534506